# Алти, Ребекка
Ребекка Алти (англ. Rebecca Alty; род. Йеллоунайф) — канадский политик, член Либеральной партии. Министр по отношениям между Короной и коренным населением (с 2025).

## Биография
В 2012 году избрана в городской совет Йеллоунайфа, в 2018 году стала мэром города, впоследствии переизбрана на второй срок.
28 апреля 2025 года победила на парламентских выборах в единственном избирательном округе Северо-Западных территорий, насчитывающем около 30 тысяч избирателей (Алти получила более 8 тысяч голосов). В тот же день заявила о намерении уйти в отставку с должности мэра Йеллоунайфа и в первую очередь добиваться проведения через федеральный парламент программы защиты коренного населения «Наша земля для будущего» (Our Land for the Future), одобренной почти всеми коренными народами Канады в 2024 году.
13 мая 2025 года в ходе масштабных перестановок в правительстве Карни по итогам парламентских выборов получила портфель министра по отношениям между Короной и коренным населением Канады.